# Pièce commémorative de 1 dollar américain March of Dimes
La pièce commémorative de 1 dollar américain March of Dimes est une pièce commémorative non circulante émise par la Monnaie des États-Unis en 2015 et frappée par les Monnaies de Philadelphie et de West Point.
Elle est autorisée par la loi 112-209 du 18 décembre 2012, qui prévoit l'émission d'une pièce pour reconnaître le travail de l'organisation à but non lucratif March of Dimes, dédiée à la santé des mères et des bébés, à l'occasion du 75e anniversaire de sa fondation par Franklin D. Roosevelt en 1938.

## Contexte
La March of Dimes est une organisation à but non lucratif des États-Unis qui œuvre pour améliorer la santé des mères et des bébés. L'organisation est fondée par le président Franklin D. Roosevelt en 1938 sous le nom de National Foundation for Infantile Paralysis pour lutter contre la poliomyélite. Le nom March of Dimes est inventé par Eddie Cantor. Après avoir financé le vaccin antipoliomyélitique de Jonas Salk, l'organisation élargit son champ d'action à la prévention des malformations congénitales et de la mortalité infantile. En 2005, alors que la prématurité devient la principale cause de décès chez les enfants dans le monde, la recherche et la prévention de la naissance prématurée deviennent le principal objectif de l'organisation.

## Législation
La loi publique 109-285 demande au Secrétaire au Trésor la frappe de pièces commémoratives afin de célébrer le 75e anniversaire de la fondation March of Dimes. Elle passe et est approuvée par la Chambre des représentants le 1er septembre 2012 et le 10 décembre par le Sénat. Elle est signée par le président Barack Obama le 18 décembre de la meme année.

## Dessin
Pour le choix des motifs devant figurer sur cette pièce commémorative, le comité consultatif des citoyens sur les pièces de monnaie et la commission des beaux-arts des États-Unis formulent leurs propositions parmi 22 avers et 18 revers possibles, parmi lesquels sont sélectionnés ceux qui sont finalement frappés,.
Sur l'avers de la pièce, conçu par Paul C. Balan et gravé par Michael Gaudioso, on trouve les portraits de Franklin D. Roosevelt, fondateur de l'organisation March of Dimes, et du docteur Jonas Salk, créateur du vaccin contre la poliomyélite. À leur droite, les inscriptions LIBERTY et IN GOD WE TRUST, traditionnelles sur les pièces américaines, ainsi que la date d'émission de la pièce, 2015,.
Le revers, œuvre de Don Everhart, il reproduit l'image d'un bébé dormant dans la main de sa mère, en référence aux objectifs poursuivis par la fondation, accompagnée de la légende MARCH OF DIMES. Le nom du pays émetteur, UNITED STATES OF AMERICA, la valeur faciale, ONE DOLLAR et la devise E PLURIBUS UNUM complètent les légendes,.

## Production et vente
La loi autorisant l'émission de ces pièces commémoratives prévoit un tirage maximal de 500 000 exemplaires. La monnaie est produite à la Monnaie de Philadelphie dans sa version brillant universel, tandis que la Monnaie de West Point frappe les pièces avec une finition belle épreuve. La mise en circulation est disponible à l'achat par la population à partir du 13 mars 2015.
La production s'élève à 24 742 pièces en condition brillant universel et 132 030 en version belle épreuve, ce qui totalise 156 772 exemplaires.
La pièce est commercialisée au prix de 43,95 dollars en condition brillant universel et 46,95 dollars en version belle épreuve. Conformément à la loi autorisant son émission, une partie des bénéfices générés par sa vente est destinée à la fondation March of Dimes pour contribuer au financement de la recherche, de l'éducation et des services visant à améliorer la santé des mères et des bébés.

## Distinctions
Le dollar en argent March of Dimes est récompensé lors de l'édition 2017 des Prix de la Monnaie de l'Année, comme la pièce la plus inspirante frappée dans le monde en 2015.